# Altica bicarinata
Altica bicarinata – gatunek chrząszcza z rodziny stonkowatych i podrodziny pchełek ziemnych.
Gatunek ten został opisany w 1860 roku przez Franza Kutscherę jako Haltica bicarinata.
Jego roślinami żywicielskimi są jeżyny. W Izraelu szczyt pojawu przypada na marzec-czerwiec.
Chrząszcz palearktyczny, o rozsiedleniu wschodniośródziemnomorskim. Podawany z Grecji, Dodekanezu, Cypru, Macedonii Północnej, Mołdawii, Turcji, Libanu, Syrii, Izraela i Egiptu. Prawdopodobnie występuje też w Jordanii.